# Manuel Robles Pezuela
Manuel Robles Pezuela va néixer en Guanajuato, Guanajuato, el 23 de maig de 1817. President provisional del 24 de desembre de 1858 al 21 de gener de 1859. Va morir en San Andrés, Chalchicomula, Puebla, el 23 de març de 1862.
Es va distingir en la guerra contra la intervenció estatunidenc a Mèxic. Secretari de Guerra i Marina (1851-1852). Va combatre la rebel·lió de Ayutla. En la Guerra de Reforma va combatre els liberals. Comandant militar de la Ciutat de Mèxic quan va ocórrer l'aixecament en contra de Zuloaga al desembre de 1858, a la caiguda d'aquest va assumir la presidència. Va creure que podria intervenir entre liberals i conservadors i va intentar convocar a les faccions per a nomenar una junta de representants a fi de triar a un nou president capaç de garantir la pau i l'estabilitat del país. Sense resposta i sense alternatives, es va imposar cuidar i lliurar la presidència a Miguel Miramón. Entre 1859 i 1860 va formar part de l'Exèrcit d'Orient. A l'iniciar-se la intervenció francesa a Mèxic, es va posar al servei del nou govern imperial. Mentre viatjava per a reunir-se amb Juan Nepomuceno Almonte va ser capturat pel general Zaragoza i afusellat.